# إسلام البطران
إسلام البطران (من مواليد 1 أكتوبر 1994) هو لاعب كرة قدم فلسطيني يلعب في الجزيرة والمنتخب الوطني الفلسطيني.

## مسيرة النادي

### وادي دجلة
وقع البطران عقد مدته ثلاث سنوات مع وادي دجلة المتنافسين على لقب الدوري المصري الممتاز في أغسطس 2016 بعد تجربة هناك، وكان قد قدم عرضا جيدا في المباريات الودية التي خاضها النادي، حتى أنه أحرز هدفا في فوزه الودي بنتيجة 7–0.